# Lian, Batangas
Lian is a 12th class municipality in the Province of Batangas, Philippines. Theo điều tra dân số năm 2015, đô thị này có dân số 52.660 người trong.

### Barangays
Lian, về mặt hành chính, được chia thành 19 khu phố (barangay).
| - Bagong Pook - Balibago - Binubusan - Bungahan - Cumba - Humayingan - Kapito - Lumaniag - Luyahan - Malaruhatan | - Matabungkay - Barangay 1 or Bonbon(Pob.) - Barangay 2 (Pob.) - Barangay 3 (Pob.) - Barangay 4 (Pob.) - Barangay 5 or Tabok City (Pob.) - Prenza - Puting-Kahoy - San Diego |